# Tourismusschulen Villa Blanka
Die Tourismusschulen Villa Blanka (auch Ausbildungszentrum für Tourismus) in Innsbruck bestehen aus einer Höheren Lehranstalt für Tourismus (HLT), einer Hotelfachschule (HFS) und einem Aufbaulehrgang (AL) sowie je einem Mädchen- und Burscheninternat. Die Privatschule mit Öffentlichkeitsrecht existiert seit 1950 und ist damit die älteste Tourismusschule Tirols.

## Lage und Gebäude

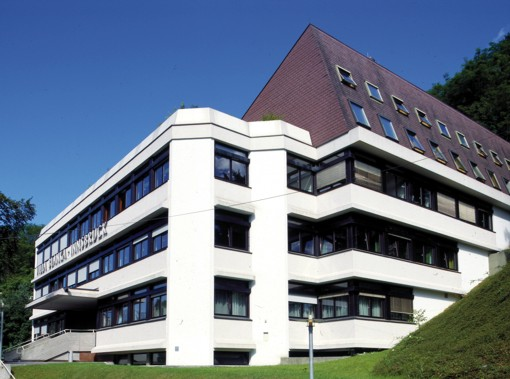
Das Direktionsgebäude mit den 1. bis 3. Klassen und dem Internat in den obersten Stockwerken (vor dem Umbau 2020/21).

Die Schule liegt im Norden Innsbrucks, am Fuße der Nordkette in der Nähe des Alpenzoo. Die direkt bei der Schule liegende Bushaltestelle wird von der Buslinie W der IVB bedient, welche die Strecke Marktplatz-Alpenzoo-Marktplatz fährt.
Der Komplex Villa Blanka besteht aus zwei Schulgebäuden (Direktionsgebäude, Restaurant und Anbau; Restaurant und Anbau sind in einem Gebäude), einem Mädchen- und Jungeninternat und einem schuleigenen Café-Restaurant namens N°8. Die Zimmer der sogenannten Villa Halhuber, die früher auch als Internat genützt wurden, werden mittlerweile an Studenten vermietet. Außerdem beherbergt die Villa Blanka das Management Center Innsbruck (MCI III) mit dem Zweig Tourismus- und Freizeitwirtschaft.
Zurzeit besuchen etwa 230 Schüler die Schule, die von ca. 50 Lehrkräften unterrichtet und betreut werden.
Die Schule ist eine Privatschule mit Öffentlichkeitsrecht, das heißt, es sind ein Schulgeld und gegebenenfalls die Kosten für die Unterbringung und Verpflegung im Internat zu bezahlen. Österreichische Schüler müssen keine Aufnahmeprüfung durchlaufen, Ausländische Schüler müssen diese in Mathematik, Deutsch und Englisch bestehen.

## Ausbildungsangebot und Ausstattung der Schulgebäude
Das Ausbildungsangebot umfasst neben einer fünfjährigen Höheren Lehranstalt für Tourismus (Abschluss als Hotelkaufmann/Hotelkauffrau mit Matura) eine dreijährige Praxisfachschule (Abschluss als Hotelkaufmann/Hotelkauffrau) sowie einen dreijährigen Aufbaulehrgang (Abschluss mit Matura), der speziell für die Abgänger der Hotelfachschule und anderen Fachschulen gedacht ist.
In den drei Ausbildungszweigen (international, digital, touristal) werden die Grundlagen für Berufe in der Tourismus- und Freizeitwirtschaft unterrichtet. Für den EDV-Unterricht stehen rund 140 Computerarbeitsplätze in 5 Computersälen zur Verfügung und zusätzlich sind alle 3. bis 5. Klassen der Höheren Lehranstalt sogenannte „Laptop-Klassen“ mit WLAN-Zugang. Englisch, Französisch und Italienisch werden als Fremdsprachen gelehrt. Der Besuch der Begabtenförderung in den höheren Klassen und die Ablegung von Prüfungen zur Erlangung internationaler Sprachzertifikate ist ebenfalls möglich.
Durch verpflichtende Sommerpraktika, Einsätze im schuleigenen Restaurant und Einsätze bei verschiedenen Anlässen soll eine Verbindung zur beruflichen Praxis hergestellt und der Unterricht ergänzt werden.

### Zusatzqualifikationen
Im Rahmen der Ausbildung gibt es an der Villa Blanka zusätzliche Kurse, mit denen die Schüler weitere Zertifikate erhalten können.
Mit Stand 2020 gibt es folgende Angebote (Auswahl):
- Jungsommelièr
- Jungbarkeeper
- Käsekenner
- Meisterklasse Kochen
- Patisserie – süße Stunden
- EBCL
- ICDL
- PLIDA (Italienisches Sprachzertifikat)

## Internate
In den Internaten sind derzeit 114 Schüler [veraltet]untergebracht. Sie verfügen über 1- und 2-Bett-Zimmer. Jedes Zimmer ist mit einem Bad ausgestattet. Die Ausgangsregelung ist in der 1. Klasse sehr strikt mit nur zwei Stunden Ausgang pro Woche, diese Regelung wird aber jedes Schuljahr erweitert, ab der 4. Klasse haben die Schüler unbegrenzten Ausgang. Für die Internatsschüler wird ein freiwilliger Stützunterricht in den Fächern Englisch, Französisch, Italienisch, Informations- und Office-Management, Rechnungswesen und Mathematik angeboten, der bei absinkenden Leistungen des Schülers verpflichtend wird.
Zu den Räumlichkeiten im Internat gehören mehrere Fernsehräume, mehrere Lernräume, eine Dachterrasse und ein Fitnessraum. Zusätzlich können die Internatsschüler den Turnsaal und einen EDV-Saal benützen. Seit 2016 ist das gesamte Internat flächendeckend mit WLAN ausgestattet.
Derzeit wird das Internat umgebaut; die Zimmer werden nach Plänen der "Architekturhalle" aus Telfs renoviert, sodass in den zukünftig 39 Zimmern bis zu 68 Schüler Platz finden. 4.600 m2 werden abgerissen, 8.000 m2 entstehen neu. Insgesamt soll der Umbau und die Modernisierung ca. 11 Mio. Euro kosten und Ende Mai 2021 abgeschlossen werden.

## Café-Restaurant
Direkt an das Schulgebäude angeschlossen ist das zur Villa Blanka gehörende Café-Restaurant mit dem Namen N°8, welches im Februar 2016 neu eröffnet wurde. In diesem müssen die Schüler pro Jahr eine gewisse Anzahl an Stunden in der Küche oder im Service abarbeiten. Im Restaurant und der Aula der Schule finden regelmäßig private Veranstaltungen mit bis zu 400 Gästen statt, bei denen die Schüler – zwecks Praxisbezug – servieren und kochen.
Aufgrund des Platzmangels wurde das Restaurant im zweiten Halbjahr 2015 baulich aufgestockt. Dabei wurde um ca. 3,8 Mio. Euro ein zusätzliches Stockwerk mit Seminarräumen und Büros gebaut.

## Leitung
- Sabine Wechselberger (Direktorin)
- Caspar Jördens (Eventcenter)
- Sabine Degler (Internat)

## Bekannte Absolventen
- Johann Staggl, Hotelier und Tiroler Landespolitiker
- Franz Hörl, Gast- und Landwirt, Politiker
- Alexander Fankhauser, Koch und Fernsehkoch, Autor von Kochbüchern
- Georg Kaltschmid, Politiker und Landtagsabgeordneter

## Weblink
- Website der Villa Blanka